# Barton-le-Clay
Barton-le-Clay egy nagy falu Angliában, Bedfordshire megyében kb. 5000 lakossal. A Dél Bedfordshirei Járási Tanácshoz és a Bedfordshirei Megyei Tanácshoz tartozik. A falut már az 1086-ban kiadott Ítéletnapi könyvben említik.

## St.Nicholas templom
A templom kb. nyolcszáz éve épült. A lenyűgöző tornyáról úgy gondolják, hogy a 15. században került a helyére. 17,37 méter magas tornya a falu büszkesége.

## Háborús emlékmű
A faluban két háborús emlékmű található a főút közelében. Az emlékművön szereplő nevekről található egy lista a Roll of Honour (dicsőség lista) weboldalon.

## Labdarúgás
A falunak van labdarúgó csapata is (Barton Rovers F.C.), akiknek a "stadionja" a Sharpenhoe Roadon található. A csapat a Southern League Division One East bajnokságban szerepel.

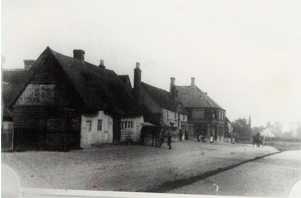
A Bull Hotel 1902-ben.
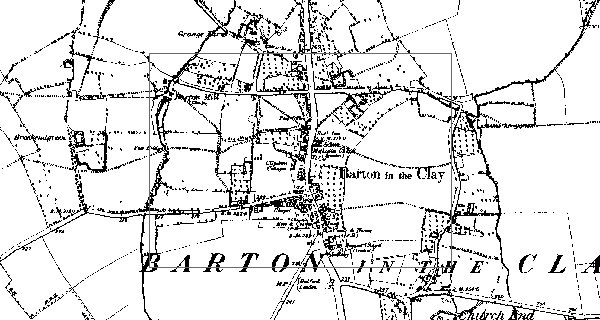
Barton-le-Clay térképe 1890-ből.

## Fordítás
- Ez a szócikk részben vagy egészben  a   Barton-le-Clay című angol Wikipédia-szócikk ezen változatának fordításán alapul.  Az eredeti cikk szerkesztőit annak laptörténete sorolja fel. Ez a jelzés csupán a megfogalmazás eredetét és a szerzői jogokat jelzi, nem szolgál a cikkben szereplő információk forrásmegjelöléseként.

## Külső hivatkozások
- Barton-le-Clay honlapja (angolul)
- Képek (angolul)